# 黒川泰子
黒川 泰子（くろかわ やすこ）は、日本のシャンソン歌手・声楽家である。

## 経歴
国立音楽大学声楽科卒業。2007年に徳間ジャパンコミュニケーションズよりデビュー。美輪明宏・菅原洋一等が出演するシャンソン系ライブ・ハウス「カフェ・コンセール・エルム」など名古屋市で活躍後その中心を東京に移し、現在は銀座・六本木などのライブハウスを始めホテルのディナーショーにも多数出演。初代「シャンソンの妖精」として度々パリでの公演を行い、日仏文化交流功労賞（エディット・ピアフ賞）を受賞。2005年には史上初の万博巴里祭（EXPOホール）に出演。

## ディスコグラフィー

### シングル
1. DREAMS OF CHRISTMAS（2005年12月11日）
  1. DREAMS OF CHRISTMAS
  2. CHRISTMAS CHORUS
  3. DREAMS OF CHRISTMAS (instrumental)
  4. CHRISTMAS CHORUS (instrumental)
2. つぎの秋が来るまで（2007年7月4日）
  1. つぎの秋が来るまで
  2. 千の風になって

### アルバム
1. illusion（1999年8月25日）東芝EMI
  1. prologue
  2. beating heart　予感
  3. illusion　邂逅
  4. struggle　離反
  5. kissing heaven　歓喜
  6. suspicion　疑惑
  7. memories in blue　追憶
  8. love//forever…　復活
  9. epilogue
2. Beautiful our LOVE（2002年）Elegance Records　
  1. Beautiful our LOVE
  2. 悲しくてやりきれない
  3. 島の娘
  4. 蘇州夜曲
  5. Carinhoso
3. EXOTIC PARIS!（2003年）Elegance Records　
  1. EXOTIC PARIS
  2. ジャンヌダルクのように
  3. パリ・コンシャス
  4. 今はもう・・・
  5. アミ・ド・ヴァカンス
  6. つばめ
4. music of a heart of Yasuko Kurokawa（2006年10月4日）
  1. メモリー～ミュージカル「キャッツ」より～
  2. 逢いびき
  3. アドーロ
  4. 百万本のバラ
  5. ハワイアン・ウエディング・ソング
  6. 別れの予
  7. カルーゾ
  8. 誰も寝てはならぬ～オペラ「トゥーランドット」より
  9. つぎの秋が来るまで

### オムニバス
1. Chanson Mémoire（シャンソン・メモワール）の中に法定訳詞で「スカーフ」が収録されている

## 出演

### ラジオ番組
- 楽シネマ（bayfm、2013年10月4日 - 2015年9月26日）
- 黒川泰子のエレガントナイト（ラジオ日本、毎週月曜日22時30分〜22時45分　2015年7月6日 - ）

## シャンソン・ルネッサンス
新しいシャンソン紹介・普及プロジェクト「シャンソン・ルネッサンス」の中心歌手としても活躍。モーリス・ファノンの「スカーフ」を日本語法定訳詞でクレアシオン(創唱)した他、アリス・ドナ「やさしさ」、
ミッシェル・フューガン「愛〜かけがえのない道〜」「太陽の誘惑」「アンコール」「ブラボー!ムッシュ・ルモンド」、
パトリック・ブリュエル「まぼろしの恋」、マリー・ラザロ「愛の響き〜人生はアズナヴールの歌と共に〜」、エレーヌ・セガラ「届かぬ想い」等、多数の楽曲を紹介している。